# Beijing Motor Corporation

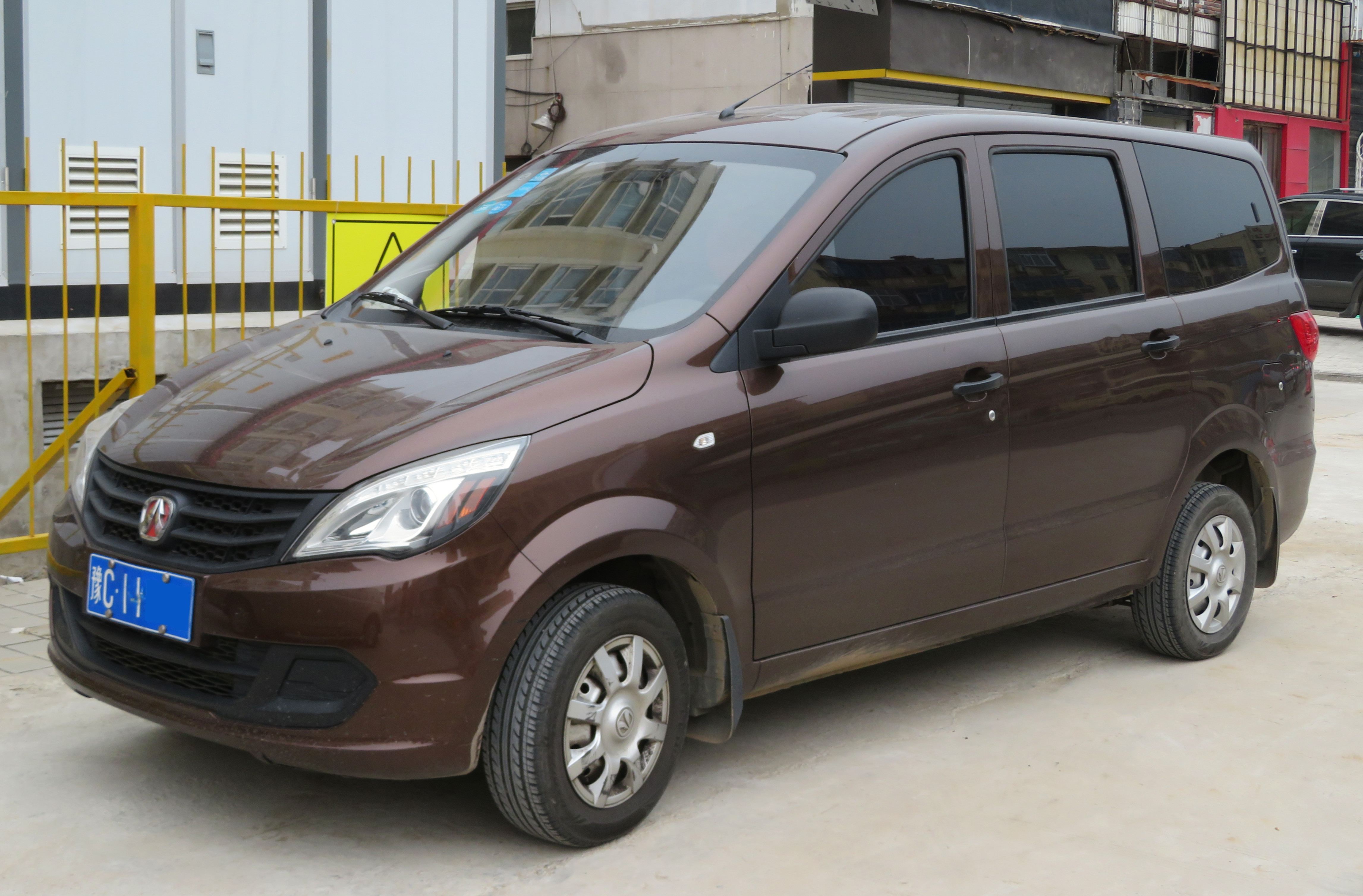
Beijing Weiwang M20

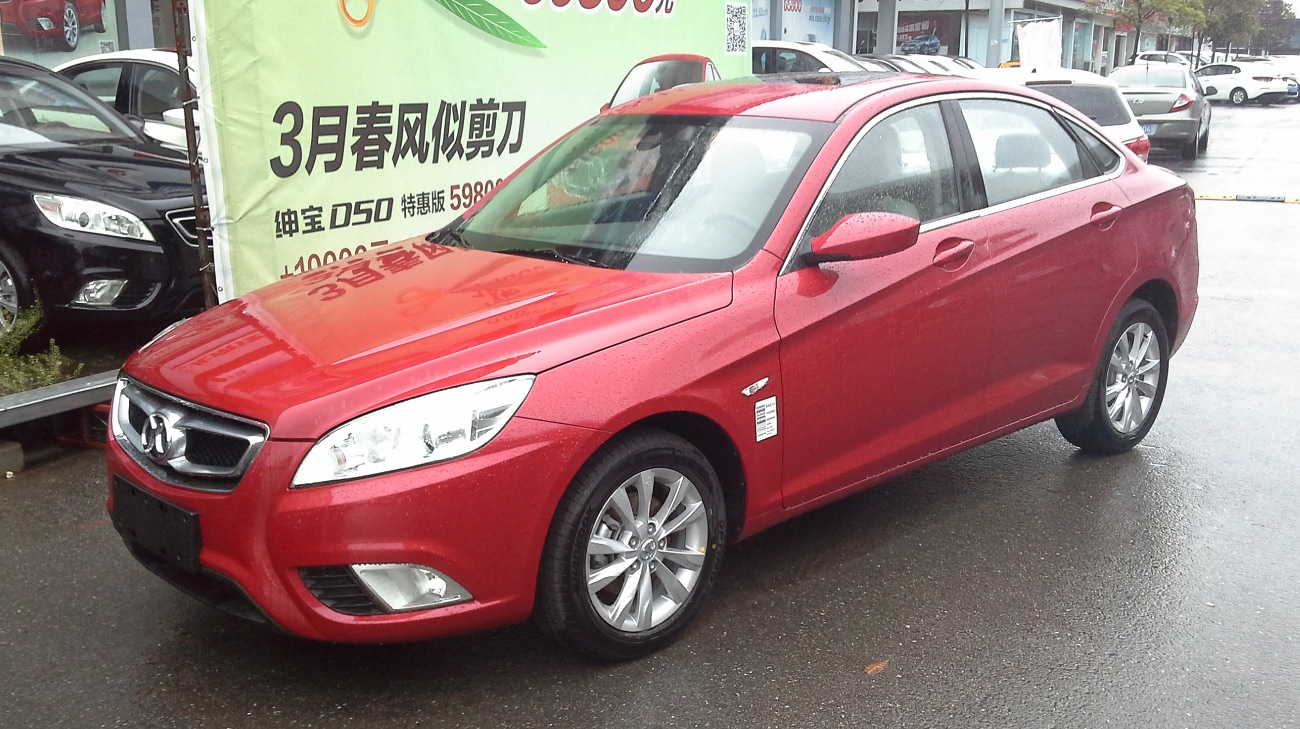
Beijing Senova D50

Beijing Motor Corporation (auch BAIC Motor genannt) ist ein Hersteller von Automobilen aus der Volksrepublik China.

## Unternehmensgeschichte
Das Unternehmen wurde am 20. September 2010 in Peking gegründet. Mutterkonzern ist Beijing Automotive Group, die am gleichen Tag durch eine Umbenennung von Beijing Automotive Industry Holding entstand. Das Unternehmen stellt Automobile her. Der Markenname lautet Beijing. Inoffiziell wird auch BAIC angegeben.

## Fahrzeuge
Ab 2011 gab es die Submarke Beijing Weiwang und ab 11. Mai 2013 Beijing Senova. Dies sind keine eigenständigen Automarken. Der Hersteller selbst verwendet den englischen Begriff Series.